# Les Grangettes
Les Grangettes är en kommun i departementet Doubs i regionen Bourgogne-Franche-Comté i östra Frankrike. Kommunen ligger i kantonen Pontarlier som tillhör arrondissementet Pontarlier. År 2022 hade Les Grangettes 323 invånare.

## Befolkningsutveckling
Antalet invånare i kommunen Les Grangettes
Referens:INSEE